# ماتاپویست (ماساچوست)
ماتاپویست، ماساچوست
ماتاپویست(به انگلیسی: Mattapoisett) شهرکی در شهرستان پلیموت ایالت ماساچوست می‌باشد که در سال ۱۸۵۷ بنیان‌گذاری شده‌است. این شهرک در سرشماری سال ۲۰۱۰ میلادی، ۶٬۰۴۵ نفر جمعیت داشته‌است.